# Mille Markovic
Milentije "Mille" Markovic (serbiska: Милентије "Миле" Марковић), född 11 juni 1961 i Kragujevac, Socialistiska republiken Serbien, SFR Jugoslavien, död 23 januari 2014 i Ulvsunda i Bromma (mördad), var en svensk proffsboxare och känd brottsling.
Markovic var dömd för misshandel, förberedelse till utpressning, skattebrott, vapenbrott, olaga hot, narkotikabrott med mera och förekom i samband med tillslag mot flera olika porrklubbar i Stockholm. Markovic var en av de ledande aktörerna i det så kallade Porrkriget.

## Biografi

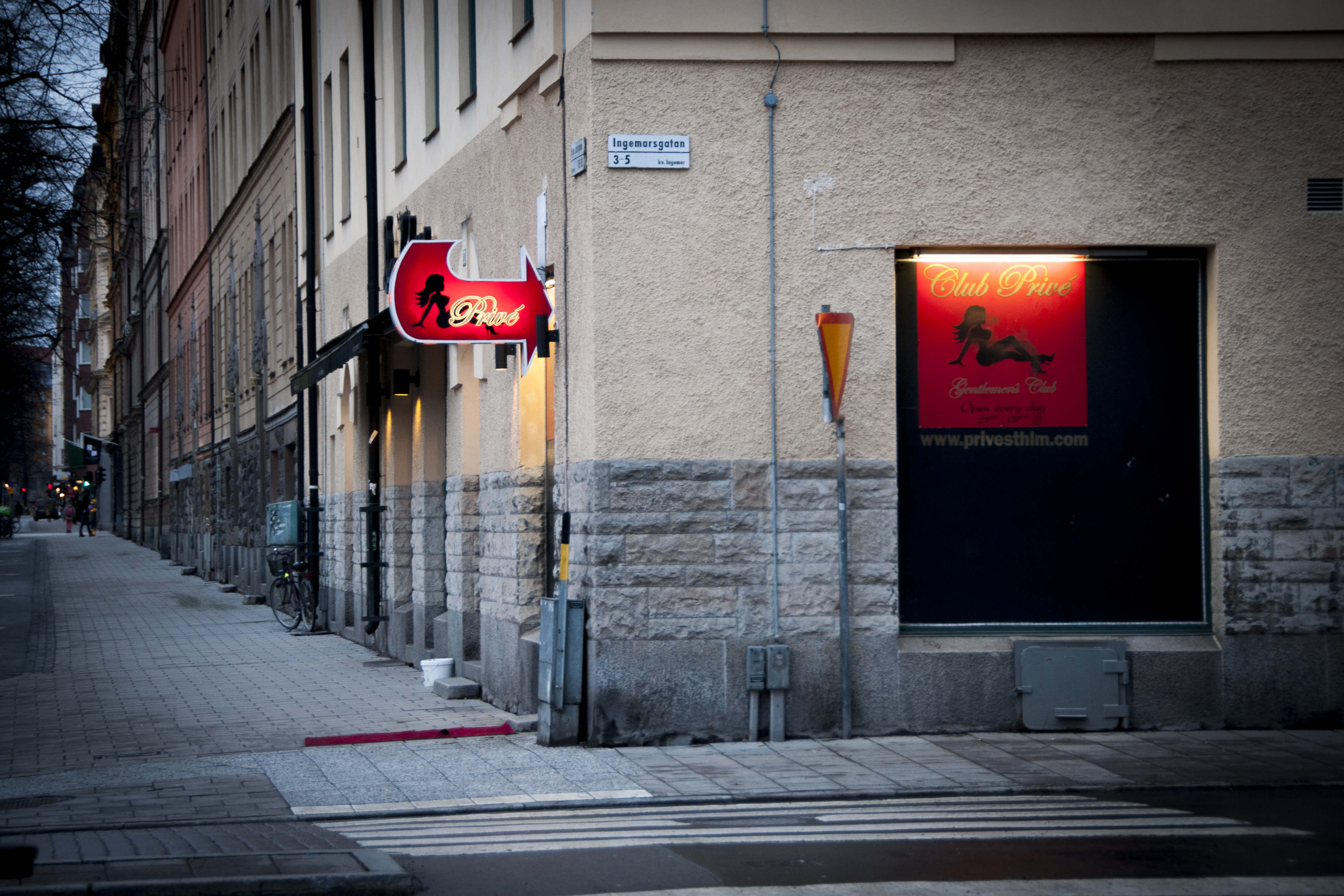
Porrklubben Club Privé på Birger Jarlsgatan 115, tidigare ägd av Markovic.

Milentije Markovic föddes 1961 i Kragujevac i dåvarande Jugoslavien, nuvarande Serbien. När han var tre eller fyra år gammal mördades hans mor. Han flyttade sedan till Sverige tillsammans med sin far. År 1982 beviljades han svenskt medborgarskap.
År 1977 blev han svensk boxningsmästare i bantamvikt. Han drog sig tillbaka från boxningen 1989.
I mitten av 1990-talet ägde Markovic porrklubben Club Privé i Stockholm. År 1995 dömdes Markovic till ett års fängelse för förberedelse till utpressning och grov skadegörelse för att ha förberett en lokal med dolda kameror. Planen var att locka kändisar dit och filma dem då de hade sex med kvinnor från Markovics klubbar och använde narkotika. Dessa filmer skulle sedan användas för utpressning.

### Den motvillige monarken
Markovic uppmärksammades stort i massmedia 2010 i samband med att boken Den motvillige monarken släpptes, där han var en av källorna. I boken finns uppgifter om kungens påstådda festande på svartklubbar ägda av Markovic. Markovic gick, strax efter att boken hade släppts, ut med att han hade komprometterande fotografier av kungen tillsammans med strippor. När han så småningom visade upp en bild konstaterades det snabbt av en användare på internetforumet Flashback att bilden var förfalskad. Kungens ansikte hade tagits från en SVT-intervju gjord 1976 och klippts in bland lättklädda damer.

### Dödsskjutningen
På kvällen den 23 januari 2014 sköts Markovic ihjäl med fyra skott i huvudet, sittande i sin bil vid Ståltrådsvägen  i Ulvsunda i Bromma. Han hade vid dödsskjutningen skottsäker väst på sig.   En 54-årig man anhölls för mordet den 12 maj samma år. Mannen har tidigare dömts till fängelse, bland annat 2010 till 4,5 år för grovt narkotikabrott, och han förekom under ett drygt 20-tal avsnitt i belastningsregistret. 54-åringen häktades den 15 maj och ytterligare två män (en 27-åring och en 25-åring) frihetsberövades i samband med dådet. Alla tre avfördes senare från utredningen. Mordet är fortfarande (2023) ouppklarat.

## Domar
- 1994: villkorlig dom för olovligt innehav av alkoholdrycker samt försäljning av alkoholdrycker.
- 1995: fängelse i ett år för förberedelse till utpressning samt grov skadegörelse.
- 2008: två års och tre månaders fängelse för grovt skattebrott, grovt bokföringsbrott, grovt vapenbrott, narkotikabrott, rattfylleri och häleri.
- 2009: fängelse i nio månader för två fall av olaga hot, ofredande och narkotikabrott.[17]